# Судиславское сельское поселение
Судиславское се́льское поселе́ние — муниципальное образование в Судиславском районе Костромской области Российской Федерации.
Административный центр — пгт Судиславль (не входит в состав поселения).

## История
Судиславское сельское поселение располагается на территории древнего Осецкого стана, который пересекал тракт из Костромы в Галич. Вблизи Судиславля располагалась, названная по церкви Иоанна Богослова, Богословская слобода, основанная Ипатьевским монастырем. Указом Екатерины II монастырские земли были переданы в Коллегию Экономии.
Основным занятием жителей Богословской слободы была мелкая торговля, в которой они конкурировали с судиславскими купцами.
На речке Козихе стояла Шемякинская мельница, которая в конце XIX века была одним из подпольных центров раскольничества, которое в этих местах возглавлял купец Папулин.
Административно-религиозным центром этих земель было село Никольское-Баран, получившее название по церкви Чудотворца Николая на возвышенной местности, похожей на бараний лоб.
Статус и границы сельского поселения установлены согласно Закону Костромской области от 30 декабря 2004 года № 237-ЗКО «Об установлении границ муниципальных образований в Костромской области и наделении их статусом».

## Население
| 2008  | 2010  | 2012  | 2013  | 2014  | 2015  | 2016  |
| ----- | ----- | ----- | ----- | ----- | ----- | ----- |
| 5272  | ↘4221 | ↘4218 | ↘4215 | ↘4042 | ↘3951 | ↗3956 |
| 2017  | 2018  | 2019  | 2020  | 2021  |       |       |
| ↘3851 | ↗3871 | ↗3902 | ↘3778 | ↘3507 |       |       |

## Состав сельского поселения
| №  | Населённый пункт  | Тип населённого пункта  | Население |
| -- | ----------------- | ----------------------- | --------- |
| 1  | Александрово      | село                    | ↗103      |
| 2  | Аниково           | деревня                 | →0        |
| 3  | Асаново           | деревня                 | ↗25       |
| 4  | Баран             | село                    | ↗36       |
| 5  | Баташово          | деревня                 | →0        |
| 6  | Белая Река        | деревня                 | ↘13       |
| 7  | Берендеевы Поляны | деревня                 | #Н/Д      |
| 8  | Болотово          | деревня                 | ↗238      |
| 9  | Борок             | деревня                 | ↗1        |
| 10 | Гаврилово         | деревня                 | ↗3        |
| 11 | Глебово           | деревня                 | ↗258      |
| 12 | Глебово           | посёлок                 | ↗293      |
| 13 | Горюшки           | деревня                 | →0        |
| 14 | Готовка           | деревня                 | ↗204      |
| 15 | Данилково         | деревня                 | ↗22       |
| 16 | Дворище           | деревня                 | ↗11       |
| 17 | Доманово          | деревня                 | ↗121      |
| 18 | Дружба            | посёлок                 | ↗1094     |
| 19 | Дудкино           | деревня                 | →0        |
| 20 | Дудкино           | деревня                 | ↗10       |
| 21 | Жвалово           | деревня                 | ↗383      |
| 22 | Жирятино          | деревня                 | →0        |
| 23 | Жолобово          | деревня                 | →3        |
| 24 | Задорожье         | деревня                 | →0        |
| 25 | Залужье           | село                    | ↗28       |
| 26 | Западный          | посёлок                 | ↗519      |
| 27 | Звягино           | деревня                 | ↘8        |
| 28 | Иванково          | деревня                 | ↘0        |
| 29 | Игнатьево         | деревня                 | ↗37       |
| 30 | Игумново          | деревня                 | ↗3        |
| 31 | Климитино         | деревня                 | ↗1        |
| 32 | Климцево          | деревня                 | ↗90       |
| 33 | Княжево           | деревня                 | →0        |
| 34 | Кокуево           | деревня                 | ↗18       |
| 35 | Коноплюха         | деревня                 | →0        |
| 36 | Копейница         | деревня                 | →0        |
| 37 | Корцово           | деревня                 | →0        |
| 38 | Криовское         | деревня                 | →0        |
| 39 | Кулькино          | деревня                 | ↘30       |
| 40 | Лебедево          | деревня                 | →0        |
| 41 | Лукино            | деревня                 | ↗11       |
| 42 | Малиновка         | деревня                 | ↘4        |
| 43 | Меза              | деревня                 | →0        |
| 44 | Мирный            | посёлок                 | ↗244      |
| 45 | Мостище           | деревня                 | ↗19       |
| 46 | Новино            | деревня                 | →14       |
| 47 | Охапкино          | деревня                 | ↗2        |
| 48 | Охотино           | деревня                 | ↗2        |
| 49 | Ошурки            | деревня                 | ↗120      |
| 50 | Песково           | деревня                 | ↘1        |
| 51 | Петрово           | деревня                 | ↗6        |
| 52 | Поляны            | деревня                 | ↗1        |
| 53 | Попадьино         | деревня                 | ↗9        |
| 54 | Поповское         | деревня                 | ↗2        |
| 55 | Раково            | деревня                 | ↗2        |
| 56 | Сколепово         | деревня                 | ↗4        |
| 57 | Скоморохово       | деревня                 | →0        |
| 58 | Славново          | деревня                 | ↗1        |
| 59 | Сорож             | деревня                 | ↗179      |
| 60 | Сосновик          | деревня                 | ↗2        |
| 61 | Спасское          | деревня                 | →0        |
| 62 | Суворово          | деревня                 | ↘2        |
| 63 | Судиславль        | железнодорожная станция | ↗230      |
| 64 | Тёкотово          | деревня                 | ↗64       |
| 65 | Тимошкино         | деревня                 | ↗4        |
| 66 | Тофаново          | деревня                 | →0        |
| 67 | Фадеево           | деревня                 | ↗293      |
| 68 | Филисово          | деревня                 | ↗3        |
| 69 | Фроловка          | деревня                 | ↗2        |
| 70 | Хохлово           | деревня                 | →0        |
| 71 | Целуйково         | деревня                 | →0        |
| 72 | Шахово            | село                    | ↗264      |
| 73 | Юркино            | деревня                 | →0        |
| 74 | Юрцово            | деревня                 | ↘6        |
| 75 | Якушево           | деревня                 | →3        |
| 76 | Яснево            | деревня                 | ↗108      |

В 2015 году образована деревня Берендеевы Поляны.

## Экономика и социальная сфера
На территории сельского поселения находятся 6 клубов и других учреждений культуры, 3 библиотеки, 7 дошкольных учреждений, 2 школы, 4 фельдшерско-акушерских пункта.
Основными предприятиями сельского поселения являются: ЗАО «Судиславль», ЗАО «Родина», СПК «Жвалово», АОЗТ «Судиславльсельхозтехника», Судиславский филиал ФГУП «Костромахозлес», пилорамы и цеха деревообработки.

## Достопримечательности
На территории поселения находится памятник природы озеро Юбилейное и архитектурный памятник — храм святого апостола Евангелия Иоанна Богослова в селе Баран.